# Fredrikslunds gård

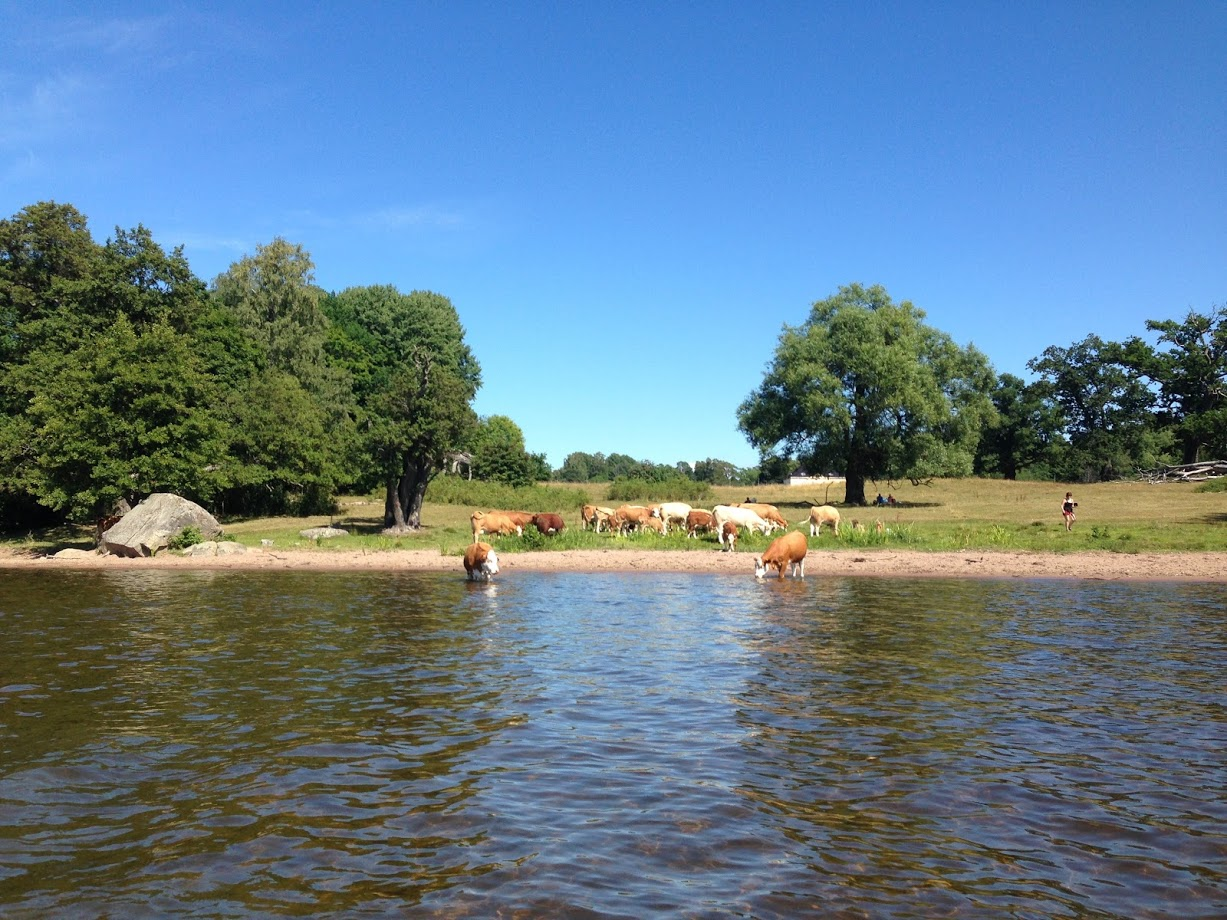
Kor som betar vid stranden nedanför Fredrikslunds gård. Corps-de-logiet skymtar i bakgrunden.

Fredrikslund (tidigare Morga eller Övermorga) är en herrgård i Alsike socken i Knivsta kommun. Gården ligger inom Kungshamn-Morgas naturreservat och arrenderas sedan 1988 av Gustaf Olsson.
Gården utgörs av 450 hektar skogsmark, 145 hektar åkermark och 40 hektar betesmark.
Corps-de-logiet ritades av Fredrik Lilljekvist och stod klart 1899.